# Passeig de la Mostra de València
El Passeig de la Mostra de València està situat en el Passeig marítim de la platja de La Malva-rosa de València, s'estén des de l'antic balneari de les Arenes fins a la casa Blasco Ibáñez.
L'acte inaugural va ser presidit per l'alcaldessa de València, Rita Barberá, i el director de la Mostra de València, José Antonio Escrivá, amb la presència d'Alain Delon amb motiu de la XXV edició de la Mostra de València / Cinema del Mediterrani i de nombrosos homenatjats i familiars dels ja morts.

## Placa commemorativa
Dedica una placa o rajola commemorativa, a l'estil del Passeig de la Fama de Hollywood, a cadascun dels directors i actors a qui el festival ha rendit tribut al llarg de la seva marxa Són plaques de granit negre brillant, 80 per 80 centímetres i 80 quilos, en les quals es representa una palmera (símbol del certamen), amb el nom del personatge inscrit. Dedicades a:
- Luis García Berlanga
- Tony Leblanc
- Maribel Verdú
- Concha Velasco
- Amparo Soler Leal
- Aurora Bautista
- Antonio Ozores Puchol
- Omero Antonutti
- Jaime de Armiñán
- Luis Sánchez Polack "Tip"
- Silvana Mangano
- Ismael Merlo
- Vittorio Gassman
- Yves Montand
- Fernando Fernán Gómez
- Alfredo Matas
- Costa Gavras
- Irene Papas
- Juanjo Puigcorbé
- Victoria Vera
- Analía Gadé